# Maubourguet
Maubourguet é uma comuna francesa na região administrativa de Occitânia, no departamento dos Altos Pirenéus. Estende-se por uma área de 22,04 km². Em 2010 a comuna tinha 2 350 habitantes (densidade: 106,6 hab./km²).